# Captain Ahab (banda)
Captain Ahab fue un dúo estadounidense de música electrónica con sede en Los Ángeles, California. Se refirieron a su versión DIY del jumpstyle y la música electropop como "ravesploitation". La banda estaba formada por el productor y vocalista Jonathan Snipes y el hombre publicitario Jim Merson.
Eran conocidos por sus letras provocativas y espectáculos llenos de energía en los que un Merson sudoroso y medio vestido descendía entre la multitud para bailar y golpear a los miembros de la audiencia.
En junio de 2006, Capitán Ahab ganó un concurso para incluir su canción "Snakes on the Brain" en la parte mejorada del CD de la banda sonora de la película Snakes on a Plane.
El 28 de septiembre de 2006, su canción "Girls Gone Wild" se reprodujo brevemente en "The Convention", el segundo episodio de la tercera temporada de The Office.
Su sencillo "Was Love" fue escrito y reproducido en el episodio de la primera temporada "Gravedancing" de la serie Caprica de Syfy, así como en el remix de "Weak Condition" de Maxfemm.
Tocaron su último show en The Smell, en Los Ángeles, California, el viernes 2 de noviembre de 2012, ante un público con entradas agotadas. También actuaron esa noche Toxic Lipstick, Foot Village y Books on Tape. El espectáculo final se anunció a través de un vídeo musical en Vimeo el 16 de septiembre de 2012.
Snipes ahora es miembro del trío de hip hop experimental e industrial Clipping, junto con el productor William Hutson y el rapero Daveed Diggs.